# 누라구스
누라구스(Nuragus, 라틴어: 발렌티아)는 이탈리아의 사르데냐 자치 지역 수드사르데냐도에 위치한 작은 마을로, 행정상으로는 코무네이다. 지역 수도인 칼리아리에서 북쪽으로 약 60 킬로미터 (37 mi) 떨어져 있다.
누라구스는 다음 지자체들과 접해 있다: 제노니, 제스투리, 이실리, 라코니, 누랄라오.

## 고고학
청동기 시대 알라시야 왕국(아마도 키프로스)에서 시작된 구리 무역은 서쪽으로 멀리 사르데냐까지 도달했는데, 1857년 현지인들이 세라 일리시라고 부르는 파괴된 누라게 기슭에서 쟁기에 의해 다섯 개의 전형적인 소껍질 주괴가 처음 발견되었다. 이 발견은 1904년에 루이지 피고리니에 의해 발표되었다. 세라 일리시에서 나온 주괴는 칼리아리의 칼리아리 국립 고고학 박물관에 전시되어 있다.
누라구스와 누랄라오 사이에는 누라게 문명 시대의 아이오다의 거인의 무덤이 있다.